# Epidemije kuge, lepre i kolere u Trogiru
Epidemije kuge, lepre i kolere u Trogiru koje su u Evropi vladale s kraja srednjeg i s početka novog veka  nisu zaobilazile ni Trogir. U toku ovih epidemija dešavalo se i da do 75% stanovništva umre, na šta danas u Trogiru potseća zavetna crkva Svetog Eustahija na brežuljku Krban podignuta kao spomen na pandemiju kuge, zvanu  crna smrt iz 1348. godine, koja je bitno promenila demografsku sliku Evrope.  A poznata su i, imena građana i plemića koji su 1419. godine zbog straha od kuge pobegli iz Trogira. Kao i u najstarijim pisanim tragovima na latinici i glagoljici, posebno u Vinodolu, Trogiru, Zadru, Šibeniku, Dubrovniku, Splitu i Kotoru, uputstva o postupku sa zaraženim bolesnicima.
Od srednjeg veka vlast u Trogiru je organizovala zdravstvenu službu, plaćajući lekare i propisivala obaveze lekara i lekarnika u određene statutarnim odredbama grada Trogira. Prvi spomen hospitala Svetog Duha spominje se 1357. godine, a služio je kao svi srednjovekovni hospitali kao utočište za siromašne i bolesne. Može se pretpostaviti da se osnivanje bratstva Svetog Duha u Trogiru događa pod uticajem prvoosnovanih rimskih hospitalske bratstva Santo Spirito in Sassia i njene bolnice.

## Epidemije kuge
U prošlosti su Dalmacijom harale mnoge zarazne bolesti, među kojima su bile najčešće i najdrastičnije lepra (guba), kolera i kuga. 
| 1347. Средина 1348. Рана 1349. Касна 1349. | 1350. 1351. После 1351. Минорна појава |

Lepra je u prošlosti bila vrlo raširena, o čemu govore čak i izvori iz drevnog Egipta – oko 1550. godine p. n. e. Iako je ta bolest s Istoka dospela do Evrope već u Starom veku, veoma se proširila u periodu krstaških ratova, pa se tada spominje i u dalmatinskim gradovima, uključujući i Trogir, gde su su u borbi protiv ove pošasti osnivani i leprozorijumi. Posebno značajne su bile pandemije kuge, koje su harale Evropom od 6. do 8. veka, odnosno „crne smrti“ kako su je zvali od sredine 14. do 18. veka. Ponegde u Evropi kuga se pojavljivala i tokom 19. veka.
Kuga u 14. veku
Prvo svedočanstvo o izbijanju ove pogubne zaraze u Splitu i njegovoj okolini, uključujući i onu u Trogiru krajem 1348. godine ostavio je u svojim zapisima domaći hroničar Cutheis.

Jedino bratstvo koja nije bila ukinuto 1365.godine od strane Mletačke republike bilo je bratstvo  Svetog Duha, koja je imalo veliku podršku crkvenih vlasti i nekih pripadnika plemićkih rodova.44 Smatra se da je jedan od razloga očuvanja ovog bratstva bila i njegova velika uloga u vreme kuge i osnivanja bolnica. Naime, 1348. godine, kada je u Trogiru vladala kuga, grad je bio opustošen bolešću 
| „ | „tako da je, ne nalazeći se nitko tko bi se bavio samilosnom službom ukopavanja, komuna predložila 15 dukata bastažima ili županima Svetog Duha da bi ukopavali siromahe. | ” |

  Kuga se nakon 1348. godine u Trogiru ponovo javila, kao i 1361. godine ali pojedinosti o toj epidemiji nisu poznate. Prema Pavlu Andreisu, 
| „ | među pobožnim delima što ih vrše oni bratimi (Svetog Duha) jest sudelovanje pri ukopu siromaha, vojnika i osuđenih na smrt, odjeveni u bijele svite s kukuljicama, te izdržavanje jednoga gostinjca, gradnju kojega su građani i ljudi iz okruga dužni u svojim posljednjim voljama odrediti deset novčića. | ” |

Kuga u 15. veku
U 15. veku, kuga koja se širila morskom i kopnenom trgovinom, pojavljivala se u Trogiru i njegovom zaleđu u nekoliko navrata. Zbog proređenog broja plemića, 1418. godine za rad Vijeća određeno je i svega dvadeset većnika.
- Godine 1429. Trogir  je navodno ostao bez dve petine stanovnika.[10]
- Tridesetih godina 15. veka kuga je toliko kosila da se plemići nisu ni usuđivali sastajati u Veću.[11]
- Navodi se kako je 1466. godine umrlo 2.000 ljudi (valjda na cieloj teritoriji Komune?)[12]

Pokojnike koji su umrli od kuge sahranjivani su podalje od grada, preko mora, uz nekadašnju crkvu Svetog Tome na Čiovu, na lokalitetu koji se nazivao stari lazaret.
Oni koji su dolazili iz područja zahvaćenih zarazom, kako je određeno 27. maja 1405. godine, morali su se zadržati 15 dana u kontumacu na Čiovu iznad komunalnih solana. Odlukom od 28. oktobra 1407. godine određeno je da niko ne sme doći u ući u Trogir ako dfolazi iz područja na kojima se proširila zaraza.
Kuga u 18. i 19 veku
Kuga je periodično kosila i tokom kasnijih vekova. Velika epidemija kuge koja je harala Dalmacijom tokom 18. veka u susednom Splitu javljala se čak 11 puta. Jedna od najžešćih iz 1784. godine, zaobišla je Trogir. Ipak, u Trogiru je sproveden niz preventivnih mera.
- Organizovane su, kako je bilo uobičajeno, straže na prilazima gradu i selima koje su sprečavale bilo kakav promet;
- Oni koji bi se ipak probili u grad bili su odmah izolovani u za to određene prostorije.
- Roba se raskuživala na razne načine, najčešće vatrom; dok su se npr jaja morala potapati u sirće; a vuna se raskužavala u posudi sa vrelom vodom.[17]

Kao lazaret, za kontumaciju, privremeno je u Trogiru služio deo samostana Svetog Križa na Čiovu, a, najverovatnije, i tvrđava Kamerlengo. Zbog kontrole pomorske trgovine kojom se mogla proširiti zaraza, na Rivi uz gat nalazio se, Zdravstveni ured (Offitium salutis). Na kopnu pred gradom, nedaleko od puta, severno od Solina, zbog nadzora nad trgovinom sa turskim podanicima sagrađena je Bazana, ograđeni prostor, sa prizemnom kućom, koja je služila za smeštaj izolovanih osoba, sa štalom za konje. U istom kompleksu bila je kućica nadležnih za zdravstvo (deputati alla Sanità).  
Kolera je 1836. godine zahvatila i Trogir,  i te godine obolelo je 458 osoba, a umrlo 199.

## Epidemije kolere
Kolera je unesena iz Indije 1829. godine i tada je prvi put zabeležena u Evropi. U to je vreme Austrija izgra|ivala Pulu, kao svoju ratnu luku, i kako je promet bio izrazito pojačan, oko 1836. godine, kolera se poČela širiti po Istri, zatim u Rijeci, pa u Dalmaciji (Trogiru).
Od kolere su Trogirani bolovali više puta u 19. veku, a najviše su stradali trogirski Kašteli, posebno Kaštel Lukšić. Kao i u drugim krajevima, vladao je veliki mortalitet među decom, primarno zbog letnjih proliva.
Izrada mrtvačkih kovčega bila je važna delatnost drvodeljaca, koji i pored toga nisu mogli da obezbede dovoljan broj sanduka. Pa su siromašniji članovi bratovština mogli da koriste zajednički sanduk,i to ne za pokop, već samo tokom sprovoda.

## Epidemije lepre
Ne manje nevolja Trogiranima je zadavala i lepra (bolest svetog Lazara, guba), oboljenje koje izaziva otpadanje tkiva, tako da su se kako je to bilo uobičajeno, oboleli, unakaženih tela i lica, sklanjahu podalje od grada. U oporuci Dese, udovice pokojnog Plusija, sastavljenoj 1275. godine, spominje se zemlja koja se nalazi supra leprosos.
Prema komunalnoj odluci iz 1372. odlučeno je da na Čiovu ne sme stanovati niko osim pustinjaka i gubavaca. Ista zabrana ponavljala se i u jednoj od dopuna Statuta donetog 1441. godine,, prema kojoj na Čiovu mogli boraviti samo gubavci. Ista zabrana ponovljena je i 1409. godine.
Uz crkvu Svetog Lazara 1414. godine bile su sagrađene dve kućice za obolele, a 1477. godine raspravljalo se u Komunalnom veću o legatu blagodarnoga pokojnog Nikole Vitturija, koji je ostavio sredstva za gradnju hospitala, ubožnice za gubavce.
Sve do tridesetih godina 20 veka  bilo je u Zagori nevoljnika obolelih od lepre.

## Vera kao zaštita od kolere i lepre
Različite zarazne bolesti su oduvek pratile ljudsko društvo, a prema tome su se oblikovale i različite teorije o prirodi i uzroku tog poremećaja. Za primitivne narode karakteristično je verovanje kako bolest uzrokuju zli duhovi odnosno da predstavlja božansku kaznu za grehe, dok se u antici smatrani kao poremećaj ravnoteže telesnih sokova odnosno strujanja „životnog daha“. Tokom Srednjeg veka bolesti su se objašnjavale čak i uticajem nebeskih tela na ljudski organizam.
Na takvom nivou saznanja o bolestima, vernici u Trogiru su se štitili raznim svecima. Oni su izna grada, u polju, uz put koji iz Trogira vodi prema istoku bdije srednjovekovna crkvica posvećena svetom Kozmi i svetom Damjanu, svetim lekarima, kojima su po običaju svetišta građena na prilazima naselju.
Godine 1476. u Trogiru je podignuta na gradskom trgu zavetna crkvica Svetog Sebastijana, zaštitnika od kuge. Zavetna crkvica posvećena svetom Roku, koji također štiti od te zlokobne boleštine, sagrađena je 1548. godine s unutrašnje strane zidina, uz jedna od gradskih vrata na obali, na ulazu u predgrađe, gde se zaraza mogla preneti pomorskom trgovinom.

## Predanja
Kletva
Uspomene na boleštine su i proklinjanja koja su se mogla čuti u svađama bile su u vezi s upalom pluća, 
- Bodac te proboja te one u svezi s difterijom,
- Grlavica te zadavila,
- Pipita te umela.

Blagoslov
Blagoslov za odbranu od bolesti grla obavljan je tradicionalno na dan svetog Blaža. 
Uzrečice
Uspomena na lepru sačuvana je u uzrečici: Biži guba, biži smrad, evo ide Svetivan – kako u Trogiru zovu svetog Ivana. 
Rituali
Cvetom zvanim cviće svetog Ivana ritualno su se nakon pranja trljale noge., u cilju zaštite od lepre.

## Zavetno zdanje
Toranj gradskog sata sa crkvom Svetog Sebastijana koji se nalazi na južnoj strani glavnoga gradskog trga u Trogiru je zavetno zdanje; prema Pavlu Andreisu, a podignuta je 1476. godine, u čast Svetog Sebastijanu koji je zaštitio grad od kuge. Orijentisana u smeru sever — jug, smeštena je u prizemlju, a iznad nje je sazidan toranj sa satom. Podignuta je na mestu nekadašnjeg trema ranosrednjovekovne crkve Svete Marije od Trga. Njenom gradnjom najverovatnije je zatvoren pristup ulici koja je tokom srednjeg veka vodila do obale, do postojećih zazidanih gradskih vrata sa istočne strane kule Vitturi.

## Napomene
1. ↑  Andreis,spominje razdoblje 1344-1348, ali nemoguće je da je kuga
harala gradom pre kraja 1347.

## Literature
- Ivo Babić, Trogir, grad i spomenici, Književni krug Split, 2914.
- Vodopija J. i sur.: Sanitarni kordoni, nekad i danas, ZLH i ZZZGZ, Zagreb, 1978.

## Spoljašnje veze
- Kako je širenje zaraza utjecalo na kaštelansku svakodnevicu? (jezik: hrvatski)